# Prowincja Matera
Prowincja Matera (wł. Provincia di Matera) – prowincja we Włoszech. 
Nadrzędną jednostką podziału administracyjnego jest region (tu: Basilicata), a podrzędną jest gmina.
Liczba gmin w prowincji: 31.